# Guðmundur Í. Guðmundsson
Guðmundur Ívarsson Guðmundsson (deutsche Transkription Gudmundur Ivarsson Gudmundsson; * 17. Juli 1909 in Hafnarfjörður; † 19. Dezember 1987 in Reykjavík) war ein isländischer Politiker (Sozialdemokratische Partei Islands) und Diplomat. Von 1956 bis 1965 war er isländischer Außenminister, 1958 und 1959 zugleich Finanzminister, danach isländischer Botschafter in mehreren Ländern.

## Leben
Guðmundur Í. Guðmundsson wurde in Hafnarfjörður als Sohn des Kapitäns Guðmundur Magnússon und dessen Ehefrau Margrét Guðmundsdottir geboren. Nach seinem Jura-Abschluss an der Universität Island 1934 war er in einer Anwaltskanzlei tätig, seit 1936 als Partner. 1939 erhielt er die Zulassung als Rechtsanwalt vor dem obersten Gericht Hæstiréttur. Von 1942 bis 1949 und von 1952 bis 1965 gehörte er als Vertreter der damaligen Sozialdemokratischen Partei Islands dem isländischen Parlament Althing an. 1945 wurde Guðmundur zum obersten Verwaltungsbeamten (Sýslumaður) des damaligen Bezirks Gullbringu- og Kjósarsýsla ernannt. Dieses Amt hatte er nominell bis 1965 inne, übte es jedoch nur aus, bis er am 24. Juli 1956 zum isländischen Außenminister im Kabinett Hermann Jónasson V ernannt wurde. Mit einer Unterbrechung von August bis Oktober 1956 hatte er dieses Amt zunächst bis zum 4. bzw. geschäftsführend bis zum 28. Dezember 1958 inne. Unmittelbar danach wurde er im Kabinett Emil Jónsson wiederum zum Außen- und zugleich zum Finanzminister ernannt; die Ämter hatte er bis November 1959 beide inne. Bis zum 31. August 1965 war er weiterhin Außenminister in den Kabinetten Ólafur Thors V und Bjarni Benediktsson.
Anschließend war er bis 1979 als isländischer Botschafter in folgenden Ländern tätig:
- 1965–1971 im Vereinigten Königreich mit Sitz in London, zugleich für Königreich der Niederlande, Spanien und Portugal sowie 1971 auch für Nigeria.
- 1971–1973 in den Vereinigten Staaten, zugleich für Argentinien, Brasilien, Kanada, Mexiko und Kuba.
- 1973–1977 in Schweden mit Sitz in Stockholm, zugleich für Finnland und Österreich.
- 1977–1979 in Belgien und Luxemburg, isländischer Gesandter bei der EWG und der NATO.

Von 1954 bis 1965 war er stellvertretender Vorsitzender der Sozialdemokratischen Partei.